# Николаев, Виктор Евсеевич
Ви́ктор Евсе́евич Николаев (1943, Москва — 2017, Берлин) — российско-германский художник-абстракционист, каллиграф.
- Занимается искусством с 1968 года. В 1976—77 гг. устраивал квартирные выставки с участием Д. А. Пригова, Б. Орлова, Р. Лебедева, И. Шелковского, Ф. Семенова-Амурского, Герловиных и др.
- Творческие интересы художника эволюционировали от западноевропейского ташизма в конце 1970-х гг. и станковой абстрактной живописи 1980-х — 1990-х годов к абстрактной каллиграфии. В своих работах, экспонировавшихся на многочисленных персональных и групповых выставках в галереях и музеях России, Франции, Германии, Италии и др. стран, Николаев использовал (зачастую синтезируя) живопись, фотографию, видео.
- С 1990 года живёт попеременно в Москве и в Берлине.
- Осуществляет арт-диалоги с Энди Уорхоллом, Ильёй Кабаковым, Кристо, Франциско Инфантэ, совместные проекты с Сергеем Летовым, Ираидой Юсуповой и другими известными музыкантами.
- В последние годы проекты Виктора Николаева связаны с абстрактной каллиграфической скорописью на бумаге и телеэкране. С 2005 года инициированный В. Николаевым передвижной Театр каллиграфии выступает с серией перформансов и мультимедийных спектаклей в Москве, Берлине и др. городах, работает над проектами, тематизирующими противостояние идеологии и искусства в странах Европы и Азии.

## Избранные персональные выставки
- 1977 — ДК, Дубна.
- 1986 — «Кинотеатр повторного фильма», Москва.
- 1987 — Музей музыкальной культуры им. Глинки, Москва.
- 1987 — ДК «Динамо», Москва.
- 1988 — ЦДРИ, Москва.
- 1989 — «Живопись и музыка», Московский дом художника, Москва.
- 1989 — Галерея «Бернар Видал», Париж, Франция (каталог).
- 1991 — ЦДХ, Москва.
- 1991 — Выставочный зал «На Солянке», Москва.
- 1991 — Галерея «Фридрих», Кельн, Германия (каталог).
- 1992 — Галерея «Гильда Вероне», Шо, Франция.
- 1992 — Академия Теодора Хойца, галерея «Фридрих», Гумерсбах, Германия.
- 1992 — Культурный центр «Франкфуртский двор», Майнц, Германия.
- 1992 — Галерея «Фридрих», Кельн, Германия.
- 1993 — Государственная Третьяковская галерея, Москва.
- 1994 — Галерея «Нилу», Висбаден, Германия.
- 1994 — «Галерея 1», Оппенгейм, Германия.
- 1994 — Галерея «Девото», Генуя, Италия.
- 1995 — Музей архитектуры им. Щусева, Москва.
- 1995 — Галерея «Московская палитра», Москва (каталог).
- 1998 — Центральный дом художника, Москва.
- 2001 — РОСИЗО, Москва.
- 2001 — «Галерея 8», Берлин, Германия.
- 2004 — «Треугольник», муниципальная галерея, Берлин, Германия.
- 2005 — «Каллиграфия во плоти», серия перформансов, ГЦСИ, Москва.
- 2006 — «Каллиграфия во плоти», серия перформансов, ГЦСИ, Москва.
- 2007 — Проект «Фабрика», перформанс с Сергеем Летовым.
- 2008 — «Перевод бумаги» (совместно с П. Перевезенцевым и А. Орловским), Зверевский центр современного искусства, Москва.
- 2021 — Выставка «После концепции», Kupol Gallery, CUBE, Москва.
- 2022 — Выставка «Абстрактная каллиграфия», Галерея «Краски жизни», Санкт-Петербург.
- 2022 — 2023 Выставка «Магия Беспредметности», выставочной зал в Кадашах, Москва.

## Избранные групповые выставки
- 1976—1983 — Выставочный зал горкома графиков на Малой Грузинской, Москва.
- 1988 — «Лабиринт», Дворец молодёжи, Москва — Дворец Вотерзейн, Гамбург, Германия.
- 1990 — «Вавилон», Дворец молодёжи, Москва.
- 1990 — «Гласность-перестройка» на Международном художественном форуме в Барселоне, Испания.
- 1990 — «Искусство против СПИДа», галерея «Фридрих», Кельн, Германия.
- 1990 — «Советские встречи Москва-Тбилиси», галерея «Фридрих», Кельн, Германия.
- 1990 — Аукцион «Друо», галерея «Бернар Видал», Париж, Франция.
- 1990 — Аукцион «Доротеум», Вена, Австрия.
- 1993 — Галерея «Клара-Мария Зельс», Дюссельдорф, Германия.
- 1993 — Галерея ACR, Висбаден, Германия.
- 1994 — Муниципальный выставочный зал Рапалло, Италия.
- 1994 — «Искусство против СПИДа», Кельн, Германия.
- 2001—2002 — «Абстракция в России. XX век», Государственный Русский музей, Санкт-Петербург.
- 2008 — «Лето в Ореадах», ЦДХ, Галерея Les Oreades.
- 2016 — Первая международная выставка абстрактной каллиграфии, Зверевский центр современного искусства, Москва, Россия.
- 2023 — 2024 Выставка «Линии Пустоты», Галерея абстрактного искусства «Арт-Феникс», Москва, Россия.
- 2024 — Выставка «Абстрактный оркестр», стенд А13 Галереи «Арт-Феникс», на IV выставке - форуме «Уникальная Россия», Гостиный двор, Москва, Россия.